# Имитация жизни (фильм, 1959)
«Имитация жизни» — последний кинофильм Дугласа Сёрка (1959), признанный одной из вершин классической голливудской мелодрамы. В главных ролях — Лана Тёрнер и Джон Гэвин (впоследствии посол США в Мексике). По одноимённому роману Фанни Хёрст (1933) ранее был поставлен голливудский фильм с Клодетт Кольбер в главной роли. Песню Trouble of the World в кульминационной сцене ленты исполняет Махалия Джексон.

## Сюжет
Провинциальная актриса Лора Мередит, овдовев, отправляется покорять Бродвей. На пляже пути Лоры и её 6-летней дочери Сьюзи пересекаются с афроамериканкой Энни и её светлокожей дочерью Сарой-Джейн. Несмотря на собственное бедственное положение, Лора разрешает Энни поселиться в снимаемой ею квартирке, чтобы вести домашнее хозяйство и присматривать за Сьюзи.
Целеустремлённость Лоры приносит свои плоды — она становится «музой» успешного драматурга и звездой бродвейской сцены.
Проходит десяток лет. Лора слишком погружена в работу, чтобы замечать, что в её доме кипят нешуточные страсти: Сьюзи пытается самоутвердиться за счёт романтической связи со Стивом Арчером, который уже много лет ухаживает за её матерью, а Сара-Джейн готова отказаться от родной матери, которая цветом своей кожи компрометирует её претензии на то, чтобы считаться белой.

## В ролях
- Лана Тёрнер — Лора Мередит
- Джон Гэвин — Стив Арчер
- Сандра Ди — Сьюзи (17 лет)
- Сьюзан Конер — Сара-Джейн (19 лет)
- Роберт Алда — Аллен Лумис
- Дан О’Херлихи — Дэвид Эдвардс
- Хуанита Мур — Энни Джонсон
- Сандра Гулд — Аннетт
- Махалия Джексон — солистка в хоре
- Энн Робинсон — танцовщица

## Работа над фильмом
Сёрк говорил, что взялся за ремейк фильма 1934 года главным образом из-за того, что его заворожило название. В романе «Имитация жизни» героиня Тёрнер наживает состояние благодаря рецепту вафель, который унаследовала от предков её чернокожая служанка, и предлагает той пятую долю доходов с продаж, на что афроамериканка отвечает отказом, предпочитая прислуживать своей госпоже. В разгар борьбы чернокожих за свои права патерналистская трактовка межрасовых отношений представлялась реакционной, в связи с чем режиссёр настоял на внесении изменений в сценарий. В результате на первый план выдвинулся остросоциальный конфликт афроамериканки со светлокожей дочерью, а соперничество белых матери и дочери за внимание красавца Арчера отступило на второй план.
На роль Мередит изначально была утверждена Лана Тёрнер, не сходившая с первых страниц газет из-за скандальных перипетий своих отношений с дочерью: незадолго до того дочь зарезала её ухажёра. Актриса согласилась на эту роль, когда ей пообещали 50 % доходов от проката, что принесло Лане рекордный для актрисы того времени гонорар в 2 млн. Основная часть бюджета ушла на приобретение гламурных костюмов для Тёрнер; эта сумма также установила рекорд, превысив миллион долларов.
Драма об отношениях Тёрнер с дочерью привлекла в зрительные залы толпы домохозяек. По итогам 1959 года «Имитация жизни» заняла в американском прокате 4-е место. До выхода в 1970 году фильма «Аэропорт» это был самый успешный в финансовом плане проект студии Universal. Исполнительницы ролей Энни и Сары-Джейн были выдвинуты на соискание премий «Золотой глобус» и «Оскар». Однако кинокритики приняли фильм достаточно прохладно, увидев в нём не более чем очередную «мыльную оперу» в духе Сёрка. С ходом времени статус фильма в глазах киноведов значительно вырос.
|  |  |  |  |

## Анализ
Оспорив наклеенный на «Имитацию жизни» первыми рецензентами ярлык душещипательной мелодрамы для домохозяек, Дэйв Кер назвал последний фильм Сёрка одним из самых интеллектуальных в истории Голливуда. Глянцевые поверхности, кричащие цвета, шикарные интерьеры особняков — лишь западня, полная иллюзорных надежд и эмоционального отчаяния. Бесчисленные окна и зеркала создают головокружительный эффект мира, помешанного на видимостях. Так, видимость материнства Лоры прикрывает её полное отчуждение от собственной дочери. Разный цвет кожи Энни и её дочери словно бы перечёркивает их кровное родство. Весь мир фильма — только имитация подлинной жизни:

С самых начальных титров (где каскад из стразов ниспадает под напевы одного из эпигонов Нэта Кинга Коула) «Имитация жизни» упивается подделками — снегопад из студийной машины, блестящие рождественские декорации, словно сошедший с открытки дом в пригороде с развешанными по стенам трафаретными полотнами в духе постимпрессионизма и неразрезанными томами в кожаных переплётах, наконец — белая актриса, изображающая чернокожую, которая притворяется белой.— Дж. Хоберман
За традиционной историей свалившегося на «Золушку» богатства режиссёр тонко выявляет распад семейных связей. Его пессимистичный, не лишённый цинизма взгляд на мир, как всегда, читается при помощи деталей. Мелодраматическая история рассказана посредством мизансцен, которые подтрунивают над её содержанием. За той или иной сценой внимательный зритель увидит ироническое второе дно. Взять сцену смерти Энни: когда героиня Тёрнер поднимает заплаканные глаза, они падают на портрет улыбающейся дочери покойной. Шаблонная сентиментальность сцены перечёркивается тем обстоятельством, что смерть добродетельной служанки — долгожданный выход для её дочери, сам факт существования чернокожей матери для которой подрывает любые перспективы успеха в мире «белых».

## Награды и номинации
- 1960 — две номинации на премию «Оскар» за лучшую женскую роль второго плана (Хуанита Мур и Сьюзан Конер).
- 1960 — премия «Золотой глобус» за лучшую женскую роль второго плана (Сьюзан Конер), а также номинация в той же категории (Хуанита Мур).
- 1960 — номинация на премию Гильдии режиссёров США за лучшую режиссуру художественного фильма (Дуглас Сёрк).

## Оммажи
- «Имитация жизни» вдохновила Педро Альмодовара снять собственную версию истории о соперничестве матери и дочери за мужчину — фильм «Высокие каблуки» (1991)[7].
- Фильмом «Имитация жизни» вдохновлены песни Дайаны Росс I’m Livin' In Shame (1969) и группы R.E.M. Imitation of Life (2001).

## Книги о фильме
- Fischer, Lucy, ed. (1991). Imitation of Life: Douglas Sirk, Director. New Brunswick, NJ: Rutgers University Press. ISBN 978-0-8135-1645-5.
- Staggs, Sam (2009). Born To Be Hurt: The Untold Story of Imitation of Life. New York, NY: St. Martin’s Press. ISBN 978-0-312-37336-8.